# Pheidole vafella
Pheidole vafella  (лат.) — вид муравьёв рода Pheidole из подсемейства Myrmicinae (Formicidae). Новый Свет.

## Распространение
Южная Америка: Боливия.

## Описание
Мелкие с узким телом муравьи (около 3 мм), солдаты темно-жёлтого цвета, рабочие коричневато-жёлтые (характерные для рода большеголовые солдаты крупнее). Проподеум выпуклый. Затылочный край сердцевидной головы солдат вогнутый. Усики рабочих 12-члениковые с 3-члениковой булавой. Ширина головы крупных солдат — 1,04 мм (длина головы — 1,08 мм). Ширина головы мелких рабочих 0,56 мм, длина головы 0,68 мм, длина скапуса — 0,84 мм. Стебелёк между грудкой и брюшком состоит из двух члеников: петиолюса и постпетиолюса (последний четко отделен от брюшка). Pheidole vafella относится к видовой группе Pheidole diligens Group и сходен с видами Pheidole crozieri, Pheidole williamsi, но отличается мелкими почти редуцированными шипиками заднегруди, длинным скапусом рабочих (но коротким у солдат). Вид Pheidole vafella был впервые описан в 1925 году американским мирмекологом Уильямом Уилером.